# 瓦納科山 (秘魯)
10°25′43″S 77°16′03″W / 10.42861°S 77.26750°W
瓦納科山（Wanaku），是秘魯的山峰，位於該國北部安卡什大區，由奧克羅斯省的聖克里斯托瓦爾德拉漢區負責管轄，屬於安地斯山脈的一部分，海拔高度4,800米。